# Eva Fahlcrantz
Eva Fahlcrantz, född 1946, är en svensk keramiker och formgivare.
Fahlcrantz arbetade 1969–1972 vid Uppsala-Ekeby som en av de sista keramikerna vid företaget. Hon tillverkade bland annat vaser, skålar och ljuslyktor i chamotte.